# الكمايشة
الكمايشة إحدى قرى مركز تلا التابع لمحافظة المنوفية بجمهورية مصر العربية، ويحدها قرى قصر بغداد وكفر العلوي وبمم وصفط جدام.

## السكان
بلغ عدد سكان الكمايشة 5,146 نسمة، منهم 2،751 رجل و2،395 إمرأة، حسب الإحصاء الرسمي لعام 2006.